# الکتریک کال‌بوی
الکتریک کال‌بوی (انگلیسی: Electric Callboy؛ که قبلاً با نام اسکیمو کال‌بوی شناخته می‌شد) یک گروه آلمانی در سبک الکترونیکور است که در سال ۲۰۱۰ در کاستروپ-راوکسل تشکیل شد. آن‌ها به خاطر ترانه‌های طنزآمیز، اجراهای زنده پرانرژی و ویدیوهایشان معروف هستند.
متن ترانه‌های این گروه به موضوعاتی مثل مستی، مهمانی‌ها و سکس می‌پردازد. این گروه خودشان را «پورنو متال» می‌نامند. در مصاحبه‌ای با مجله آلمانی FUZE، خواننده سابق گروه، سباستین بیسلر، گفت که متن ترانه‌هایشان فقط از کلیشه‌ها به صورت طنز و هجوآمیز استفاده می‌کنند. مجله ژرمن متال همر نقد مثبتی از گروه منتشر کرد و نوشت: «به همین دلیل اسکیمو کال‌بوی جذابه: چون خودشان رو جدی نمی‌گیرند و اجازه می‌دهند سرگرمی حرف اول را بزند.»